# David Wojnarowicz
David Wojnarowicz (* 14. September 1954 in Red Bank, New Jersey; † 22. Juli 1992 in New York City) war ein US-amerikanischer Künstler, Autor, Fotograf und Filmproduzent.

## Leben
Wojnarowicz wurde 1954 in New Jersey in einer katholisch geprägten Familie geboren. Nach seiner Schulzeit besuchte er die High School of Performing Arts in New York City. Er brach sein Studium ab und lebte einige Zeit als freischaffender Künstler in New York City sowie als Farmer an der Grenze zu Kanada. Nachdem er wieder nach New York City zurückgekehrt war, wurde er in den 1970er- und insbesondere 1980er-Jahren als Künstler in der Kulturszene New York Citys bekannt. Er drehte Super-8-Filme wie beispielsweise Heroin und startete eine Fotografieserie über Arthur Rimbaud und war Mitglied in der Band 3 Teens Kill 4. Als Autor schrieb er mehrere Bücher in jenen Jahren. Anfang der 1980er Jahre lernte Wojnarowicz den Fotografen Peter Hujar kennen, der ihn ermutigte sich vermehrt der visuellen Kunst zu widmen. Die beiden verband eine tiefe Freundschaft und re-inspirierten gegenseitig ihren Schaffensprozess. Seine Kunstwerke stellte Wojnarowicz in bekannten Galerien im East Village in New York City aus. Mit anderen Künstlern wie Nan Goldin, Luis Frangella, Kiki Smith, Richard Kern, James Romberger, Ben Neill, Bob Ostertag und Phil Zwickler arbeitete Wojnarowicz zusammen. 1985 nahm er an der Whitney Biennial, einer Ausstellung für zeitgenössische Kunst, teil. Als Hujar am 26. November 1987 starb, dokumentierte Wojnarowicz den im Totenbett liegenden Hujar in einer Werkreihe. In der Ausstellung von Nan Golden und Susan Wyatt Witnesses: Against our vanishing stellte Wojnarowicz unter anderem ein Triptychon Untitled (Dead Peter Hujar) aus dem Jahre 1989 mit dem zwei Jahre zuvor entstandenen Motiv des Verstorbenen Hujars aus.
Wojnarowicz wirkte in Rosa von Praunheims Film Schweigen = Tod (1990) über den Kampf von Künstlern in New York City für AIDS-Aufklärung und die Rechte von Infizierten und Erkrankten mit. Der internationale Erfolg des Films trug am Ende seines Lebens und darüber hinaus nochmal maßgeblich zu seiner Bekanntheit bei.
Am 22. Juli 1992 starb Wojnarowicz an den Folgen von AIDS. Sein letztes Buch Memories That Smell Like Gasoline wurde postum 1993 mit dem Lambda Literary Award ausgezeichnet.
2020 wurde der Dokumentarfilm Wojnarowicz: F--k You F-ggot F--ker, der sein Leben und Wirken zum Gegenstand hat, veröffentlicht.

## Werke (Auswahl)

### Bücher
- Sounds In The Distance, 1982, Aloes Books
- Tongues Of Flame, 1990, Illinois State University
- Close to the Knives: A Memoir of Disintegration, 1991, Vintage Books
- Memories That Smell Like Gasoline, 1992, Artspace Books
- Seven Miles a Second, gemeinschaftlicher Roman mit den Autoren James Romberger und Marguerite Van Cook, posthum fertiggestellt, 1996, Vertigo/DC Comics
- The Waterfront Journals, 1997, Grove/Atlantic
- Rimbaud In New York 1978–1979, editiert von Andrew Roth, 2004, Roth Horowitz, LLC/PPP Editions
- In the Shadow of the American Dream: The Diaries of David Wojnarowicz, Amy Scholder, 2000 Grove/Atlantic
- Willie World: Illustrator; geschrieben von Maggie J. Dubris, 1998, C U Z Editions

### Filme
- Schweigen = Tod, (Regie: Rosa von Praunheim), 1990
- Postcards From America, David Wojnarowicz (Regie: Steve McLean)